# Centaurea kosaninii
Centaurea kosaninii — вид квіткових рослин айстрових (Asteraceae). Ареал: Сербія, Косово, Північна Македонія, Албанія. 2n = 22.

## Середовище
Зростає здебільшого на серпентині, але рідко і на вапняковому субстраті і вважається реліктовим видом.